# روابط عربستان سعودی و کانادا
روابط عربستان سعودی و کانادا (انگلیسی: Canada–Saudi Arabia relations) روابط میان کانادا و پادشاهی عربستان سعودی است. این دو کشور از روابط قوی اقتصادی بهره می‌برند به گونه‌ای که عربستان سعودی دومین شریک تجاری بزرگ کانادا در خاورمیانه است. رابطه‌ای که در فوریهٔ ۲۰۱۴ با خرید ۱۵ میلیارد دلاری عربستان سعودی از سلاح‌های کانادا تقویت شد. تا اوت ۲۰۱۸ بیش از ۱۶٬۰۰۰ دانشجوی عربستان در بورس تحصیلی دولتی در کانادا حضور داشتند.

## معوق کردن روابط
پس از آنکه دولت کانادا در پیامی توییتری در ۵ اوت ۲۰۱۸ خواستار آزادی فوری وبلاگ‌نویس سعودی رائف بدوی و خواهرش سمر بدوی به دلیل نگرانی‌های حقوق بشری شد، عربستان سعودی کانادا را به دخالت در امور داخلی خود متهم کرد و سفیر کانادا در این کشور را «عنصری نامطلوب» خوانده و از این کشور اخراج کرد و نیز سفیر خود را از اتاوا فراخواند. این کشور همچنین هرگونه رابطهٔ اقتصادی جدید را معلق کرد (اگرچه فروش نفت به کانادا را ادامه داد) و پروازهای ورودی و خروجی عربستان به تورنتو را متوقف نمود، که نشان‌دهندهٔ اختلاف دیپلماتیک رسمی بین دو کشور بود.

## دیدارهای دیپلماتیک
در آوریل ۲۰۰۰ ژان کرتین نخست‌وزیر کانادا، طی یک دیدار رسمی به عربستان سعودی رفت.

## روابط دیپلماتیک
استفان دیون، وزیر امور خارجهٔ کانادا در دیداری که در دسامبر ۲۰۱۵ در اتاوا برگزار شد، با عادل الجبیر همتای سعودی خود برای بحث در مورد مسائل مربوط به حقوق بشر در عربستان سعودی ملاقات کرد. طی این نشست، مسائلی پیرامون بازداشت فعال حقوق بشر رائف بدوی توسط دولت عربستان سعودی مطرح شد.
پس از اعدام دسته‌جمعی ۲ ژانویهٔ ۲۰۱۶ عربستان که طی آن ۴۷ غیرنظامی که به تروریسم محکوم شده بودند اعدام شدند، استفان دیون از عربستان سعودی خواست به روند قانونی احترام گذاشته و از هنجارهای بین‌المللی در رابطه با حقوق بشر پیروی کند. وزارت امور خارجهٔ کانادا همچنین از احتمال تجدید اختلافات فرقه‌ای در خاورمیانه به دنبال این اعدام‌ها ابراز نگرانی کرد.

## روابط اقتصادی
عربستان سعودی، هفدهمین شریک تجاری بزرگ کانادا است. به گزارش بانک جهانی، عربستان سعودی در سال ۲۰۱۵، ۱٫۵ میلیارد دلار از کالاهای کانادایی را وارد کرده‌است. کانادا نیز در سال ۲۰۱۵، ۱٬۵ میلیارد دلار از کالاهای عربستان سعودی را وارد کرده‌است.
از اواخر سال ۲۰۱۲ تا اواسط سال ۲۰۱۸، عربستان سعودی دومین بازار بزرگ کانادا در خاورمیانه برای صادرات کالا بوده‌است. همانند اسرائیل، بیشتر موفقیت‌های روابط سابق کانادا و عربستان سعودی به مخالفت با ایران و سایر کشورهای منطقه ارتباط داشت. در روابط دوجانبه با عربستان سعودی، منافع اقتصادی و تجاری پیشگام همه بحث‌ها و جلسات بوده‌است.
چندین مدرسهٔ خصوصی اسلامی در کانادا به‌طور مستقیم توسط عربستان سعودی به مبلغ صدها هزار دلار تأمین مالی شده‌است. این موضوع بحث‌برانگیز است، چرا که مخالفان ادعا می‌کنند این مدارس می‌توانند به منظور رواج برداشت سختگیرانهٔ عربستان سعودی از اسلام به نام وهابیت مورد استفاده قرار گیرند.

## بحران دیپلماتیک ۲۰۱۸

### پیشینه
در ۲ اوت ۲۰۱۸ وزیر خارجهٔ کانادا کریستیا فریلند بیانیه‌ای را از طریق توییتر منتشر کرد که در آن نگرانی کانادا را نسبت به دستگیری اخیر یک فعال حقوق بشر به نام سمر بدوی خواهر وبلاگ‌نویس زندانی سعودی رائف بدوی، اعلام کرد. فریلند از آزادی او و همچنین آزادی دیگر فعالان در عربستان دفاع کرد. دیگر دیپلمات‌های کانادایی و سفارت کانادا در ریاض نیز بیانیه‌های مشابهی منتشر نمودند.

### واکنش عربستان سعودی
در پاسخ به انتقاد کانادا، وزارت امور خارجهٔ عربستان سعودی اعلامیه‌ای رسمی را منتشر کرد و در آن بی‌اعتنایی عربستان نسبت به اظهارات فریلند و سفارت کانادا در ریاض را اعلام نمود و آن را «خالی از هرگونه درستی و اطلاعات صحیح» دانست. وزارت امور خارجه این اظهارات را به عنوان «دخالت آشکار در امور داخلی پادشاهی» محکوم کرد. دولت عربستان سعودی تمام روابط تجاری و سرمایه‌گذاری جدید در کانادا را معلق نموده و سفیر کانادا را اخراج کرد؛ همچنین دنیس هوراک را به‌عنوان «عنصر نامطلوب» نامگذاری کرده و به او ۲۴ ساعت مهلت داد تا این کشور را ترک کند. عربستان سعودی همچنین گفت که فرستادهٔ خود به کانادا را به‌طور موقت فرامی‌خواند؛ اما در بیانیه‌ای اعلام کرد که کشورش «حق خود را برای اقدامات بعدی» حفظ کرده‌است.
دولت عربستان سعودی تمام تجارت‌های جدید را با کانادا متوقف کرد و دستور داد که کارکنان، همهٔ تملکات کانادایی از جمله سهام، اوراق قرضه و پول نقد را به فروش برسانند، حتی اگر این به قیمت زیان‌بار بودن این کار تمام شود. عربستان سعودی به دانشجویانی که در کانادا از بورس تحصیلی این کشور استفاده می‌کنند نیز دستور داد تا به یک کشور دیگر منتقل شوند، در غیر این‌صورت با خطر از دست دادن کمک مالی مواجه خواهند شد. در زمان این فرمان تقریباً ۱۶٬۰۰۰ دانشجو تحت حمایت بورس تحصیلی بودند. عربستان سعودی در روز ۸ اوت اعلام کرد که برنامه‌های پزشکی خود را در کانادا متوقف می‌کند و تمام بیماران سعودی را که در بیمارستان‌های کانادا تحت مراقبت هستند، به بیمارستان‌های دیگر کشورها منتقل می‌کند. تا آن تاریخ، عربستان سعودی همهٔ دارایی‌های کانادایی خود را به سرمایه‌گذاران خارجی فروخته بود.
شرکت هواپیمایی دولتی عربستان اعلام کرد که از ۱۳ اوت، تمامی پروازهای ورودی و خروجی فرودگاه بین‌المللی ملک خالد در ریاض و فرودگاه بین‌المللی ملک عبدالعزیز به کانادا به حالت تعلیق در خواهد آمد.
به عنوان بخشی از تحریم‌های اقتصادی، سازمان غلات عربستان سعودی (SAGO) توصیه کرد که دیگر گندم یا جو از منابع کانادایی را قبول نخواهد کرد. با این حال، بیانیهٔ رسمی وزیر انرژی، خالد الفالح، نشان داد که بحران دیپلماتیک فروش نفت عربستان سعودی به کانادا توسط شرکت ملی نفت عربستان سعودی را تحت تأثیر قرار نخواهد داد.
عادل الجبیر وزیر امور خارجهٔ عربستان سعودی در پاسخ به پیشنهادهای رسانه‌های خبری در مورد امکان میانجیگری خارجی، در ۸ اوت گفت که کشورش تا زمانی که کانادا از موضع خود در بیانیهٔ اصلی‌اش که خواستار آزادی فعالان حقوق بشر است عقب‌نشینی نکند، در مذاکرات شرکت نخواهد کرد.
روزنامهٔ کانادایی تورنتو استار گزارش داد که اتفاق نظری در میان تحلیلگران نشان می‌دهد که اقدامات شاهزاده محمد بن سلمان هشداری است به جهان و فعالان حقوق بشر سعودی که نباید عربستان را بازیچهٔ دست خود قرار داد.
ایاد البغدادی، رئیس مرکز تحول دموکراسی الکواکبی (یک سازمان غیردولتی) در مصاحبه‌ای با برنامهٔ بنگاه سخن‌پراکنی کانادا، دربارهٔ آینده روابط بین دو کشور چنین پیش‌بینی کرد: «محمد بن سلمان تمایل دارد کارهای بزرگی را آغاز کند که به نظر می‌رسد در نهایت به باتلاق منتهی می‌شود و من فکر می‌کنم متأسفانه این برای مدتی طول خواهد کشید.»

### واکنش کانادا
فریلند وزیر امور خارجه در تاریخ ۶ اوت در یک کنفرانس مطبوعاتی به اخراج سفیر هوراک واکنش نشان داد: «کانادا همیشه برای حقوق بشر در کانادا و در سراسر جهان خواهد ایستاد و حقوق زنان حقوق بشر است.»
در ۸ اوت، نخست‌وزیر جاستین ترودو به خبرنگاران گفت که از عذرخواهی به‌خاطر دخالت کشورش در ارتقای حقوق بشر امتناع می‌ورزد و گفت که کانادایی‌ها همیشه از دولت ما انتظار داشته‌اند که با قاطعیت و مؤدبانه در مورد نیاز به احترام به حقوق بشر در سراسر جهان صحبت کند. و این‌که کانادا به رفتار «سخت، محکم و مؤدبانه» در مورد این موضوع ادامه خواهد داد. او افزود: «ما به دفاع از ارزش‌های کانادا و حقوق بشر ادامه خواهیم داد. این کاری است که من همیشه انجام خواهم داد.»
ترودو در اظهارنظر دیگری دربارهٔ «اختلاف دیدگاه دیپلماتیک» گفت که کشورش به روابط خود با عربستان سعودی ادامه خواهد داد. ما به اهمیت آن‌ها در جهان احترام می‌گذاریم و می‌دانیم که آن‌ها در تعدادی از مسائل مهم، پیشرفت کرده‌اند.
جان بیرد، وزیر امور خارجهٔ محافظه‌کار پیشین کانادا، در تلویزیون العربیهٔ سعودی حاضر شد تا دربارهٔ این اختلاف، نظر بدهد و از جاستین ترودو، نخست‌وزیر این کشور خواست که به ریاض برود تا شخصاً از خانوادهٔ سلطنتی عربستان عذرخواهی کند. بیرد در زمان اظهارنظر به‌عنوان مشاور کار می‌کرد و منافع تجاری در عربستان سعودی داشت، اما در ژانویهٔ ۲۰۱۵ درحالی‌که وزیر امور خارجه در دولت هارپر بود، به پروندهٔ رائف بدوی به سعودی‌ها اعتراض کرده بود.

### واکنش‌های بین‌المللی
پس از این حادثه، دولت عربستان سعودی از حمایت رسمی اکثریت قریب به اتفاق اتحادیهٔ عرب برخوردار شد و کانادا از حمایت برخی از نمایندگان پارلمان اروپا برخوردار شد. یک روز پس از کاهش سطح روابط عربستان سعودی، دولت هادی یمن، امارات متحدهٔ عربی و بحرین حمایت خود را از عربستان سعودی اعلام کردند.
عبداللطیف بن رشید الزیانی، دبیرکل شورای وزیران کشورهای عربی و شورای همکاری خلیج فارس در بیانیه‌ای ضمن ابراز واکنش شورای همکاری خلیج فارس، هرگونه دخالت در حاکمیت عربستان سعودی را محکوم کرد. با این‌حال، قطر، یکی از اعضای شورای همکاری خلیج فارس، اظهارات الزیانی را رد کرد و اظهار داشت که اظهارات وی «منعکس‌کنندهٔ نظر قطر نیست» و در عین حال به حفظ روابط صمیمانه با کانادا اشاره کرد.
چندین کشور از اقدامات عربستان سعودی در ۷ اوت حمایت کردند، از جمله تشکیلات خودگردان فلسطین، اردن، جیبوتی، موریتانی، و سودان. در ۸ اوت، سه کشور دیگر با موضع عربستان اعلام همبستگی کردند: مصر، کومور، و لبنان. روسیه از کانادا انتقاد کرد و ماریا زاخارووا از وزارت خارجه. ی روسیه از کانادا به‌دلیل «سیاسی کردن حقوق بشر» انتقاد کرد. پاکستان نیز حمایت رسمی از موضع عربستان را اعلام کرد. و سومالی، عمان و کویت کانادا را به‌خاطر آنچه مداخله می‌دانستند توبیخ کردند، اما همچنین تمایل خود را برای حل فوری اختلاف، اعلام کردند.
ترکیه، متحد کانادا در ناتو، از عربستان سعودی در مناقشهٔ خود با کانادا حمایت کرد و اقدامات کانادا را به‌عنوان «شکلی از مداخله در امور داخلی دیگر کشورها» رد کرد. ایالات متحده اعلام کرد که در این مناقشه دخالت نخواهد کرد. هدر ناوئرت، سخنگوی وزارت امور خارجهٔ آمریکا گفت: «این بر عهدهٔ دولت عربستان سعودی و کانادایی هاست که این موضوع را حل کنند. هر دو طرف باید این موضوع را از طریق دیپلماتیک حل کنند. ما نمی‌توانیم این کار را برای آن‌ها انجام دهیم.»
منابعی در ۶ اوت به رویترز گفتند که کانادا به‌دنبال کمک از متحدانش بریتانیا و امارات متحدهٔ عربی برای رفع اختلافات دیپلماتیک است. وزارت امور خارجه و مشترک المنافع بریتانیا از هر دو طرف اختلاف، درخواست خویشتن‌داری کرد و گفت که نگرانی‌های خود را در مورد دستگیری اخیر مدافعان حقوق بشر به دولت عربستان سعودی اعلام کرده‌است. اعتقاد بر این است که دولت کانادا از طریق کانال‌های پشتیبان از دولت‌های بریتانیا، آلمان و سوئد حمایت دریافت کرده‌است.

### برقراری مجدد روابط
در ماه مه ۲۰۲۳، کانادا و عربستان سعودی روابط دیپلماتیک خود را احیا کردند.